# Biologie marine
La biologie marine est l'étude scientifique des organismes et écosystèmes marins, littoraux et estuariens ou d’organismes indirectement liés à l'eau de mer (oiseaux marins par exemple). La biologie marine diffère de l'écologie marine. En écologie marine, les chercheurs se concentrent sur la façon dont les organismes interagissent les uns avec les autres et l'environnement, tandis qu'en biologie marine, les chercheurs étudient l’organisme lui-même. Contrairement à d'autres branches de la biologie définies par rapport à un taxon, c'est un biotope qui sert de définition au cadre de cette discipline. La biologie marine couvre un large champ de domaines : de l'échelle nanométrique (virus marins) à l'échelle microscopique (zooplancton, phytoplancton et autres groupes planctoniques) aux échelles des poissons, crustacés et plus grands cétacés (baleines) qui atteignent jusqu'à trente mètres de longueur.

## Domaines et enjeux
Ils sont notamment de :
- connaissance : pour des raisons pratiques les biologistes ont d'abord étudié les espèces du littoral et des espèces d’intérêt commercial, emblématiques, ubiquistes ou faciles à étudier, mais une vaste partie de l'océan est encore inexplorée ou mal explorée, et la taxonomie marine doit relever le défi de décrire des millions d'espèces, plus vite qu'elles ne disparaissent pour certaines. Le nombre élevé de phylums, familles, genres et surtout des espèces (millions) fait que la biologie marine classe plutôt les espèces en groupes fonctionnels ou en fonction de leur environnement qu'uniquement taxonomiquement. Une grande proportion de toute vie sur Terre est exclusivement océanique, et les mers ont moins de barrières à la dispersion des espèces que sur terre (y compris pour les espèces introduites devenues invasives). La proportion et même la biomasse de la biodiversité marine sont encore inconnues (et les espèces océaniques inconnues sont encore très nombreuses). Les océans constituent environ 71 % de la surface de la Terre, et en raison de leur profondeur ils s'étendent sur environ trois cents fois le volume habitable des habitats terrestres sur Terre. La connaissance humaine des relations entre la vie dans la mer et les cycles biogéochimiques et climatiques se développe rapidement, avec des découvertes presque quotidiennes. Ces cycles comprennent ceux de la matière (tels que le cycle du carbone) et de l'air (comme la respiration de la Terre et le mouvement de l'énergie à travers les écosystèmes, y compris l'océan) ; Les progrès des ROV et de la métagénomique devraient faciliter l'inventaire de la biodiversité marine ;
- écologie ; les habitats étudiés par la biologie marine vont des fines couches d'eau de surface où les organismes et les éléments abiotiques peuvent être pris au piège par la tension superficielle entre l'océan et l'atmosphère, jusqu’aux profondeurs des fosses océaniques, parfois même 10 000 mètres ou plus sous la surface de l'océan. Elle étudie aussi les habitats tels que les mangroves, les récifs coralliens, les forêts de varech, les mares résiduelles, les fonds boueux, sablonneux et rocailleux et l'océan ouvert (pélagiques) (la zone où les objets solides sont rares et où la surface de l'eau est la seule frontière visible) ;
- ressources naturelles (halieutiques notamment) ; La vie marine et ses habitats sont une vaste ressource fournissant une grande partie de l'air respirable (oxygène), de la nourriture, des médicaments et des matières premières, en plus d'aider à soutenir les loisirs et le tourisme dans le monde entier. La vie marine est l'un des déterminants fondamentaux de la nature même de notre planète. Les organismes marins y contribuent de manière majeure et vitale au cycle de l'eau, du CO2, du méthane, de nombreux minéraux et au cycle de l'oxygène et sont impliqués dans la régulation du climat de la Terre. Les rivages et les côtes sont en partie façonnés et protégés par la vie marine et certains organismes marins aident même à créer de nouvelles terres. Un enjeu de la biologie marine est de contribuer à l'évaluation des seuils de surexploitation des ressources étudiés par l'écologie marine ;
- économie ; de très nombreuses espèces marines dont sources de biomolécules marines d'intérêt économiquement, voire vitales, pour les humains, incluant les poissons algues et fruits de mer alimentaires. Le bien-être des organismes marins et d'autres organismes est donc fondamentalement lié à la vie humaine ;
- biologie de la conservation (voir ci-dessous) ;
- modélisation ; la mer est trop grande pour être aujourd'hui décrite holistiquement avec précision. On passe donc par la modélisation.

## Sous-domaines
L'écosystème marin étant immense, la biologie marine se décline en nombreux sous-domaines. La plupart impliquent l'étude des spécialisations de groupes taxonomiques particuliers (ex : phycologie, zoologie des invertébrés ou ichtyologie…).
D’autres sous-domaines étudient les effets biophysiologiques de l'immersion continue (ou non) dans l'eau de mer et l'océan en général, l'adaptation à un environnement salin, à la pression, et aux effets de l'évolution de diverses propriétés océaniques sur la vie marine ; un sous-domaine de la biologie marine étudie les relations entre la vie marine et le réchauffement climatique et les questions environnementales (telles que la pollution des mers, la fonte des glaces, le réchauffement de l'eau et la (re)montée du niveau marin, le déplacement et les variations de taux du dioxyde de carbone et l'acidification des océans qu'il engendre.
Les biotechnologies marines récentes ont surtout porté sur les biomolécules marines, en particulier les protéines, qui peuvent avoir des utilisations en médecine ou en ingénierie. Les environnements marins sont le siège de nombreux matériaux exotiques biologiques qui peuvent inspirer les matériaux biomimétiques.
La biologie marine est une branche de l'océanographie et de l'écologie marine, étroitement liée à la biologie. La science halieutique et la conservation marine peuvent être considérées comme des ramifications partielles de la biologie marine (ainsi que les études environnementales).
À la fin du XXe siècle, dans le contexte d'une maritimisation croissante des économies, l'approche écosystémique prend plus d'importance, les chercheurs (avec notamment les études de l'UICN) se penchant sur la définition et l'évaluation des services écosystémiques fournis par les écosystèmes marins et côtiers. Selon Costanza, 63 % de la valeur mondiale totale des services d’écosystème est apportée par les écosystèmes marins (20,9 milliards de dollars/an).

## Histoire

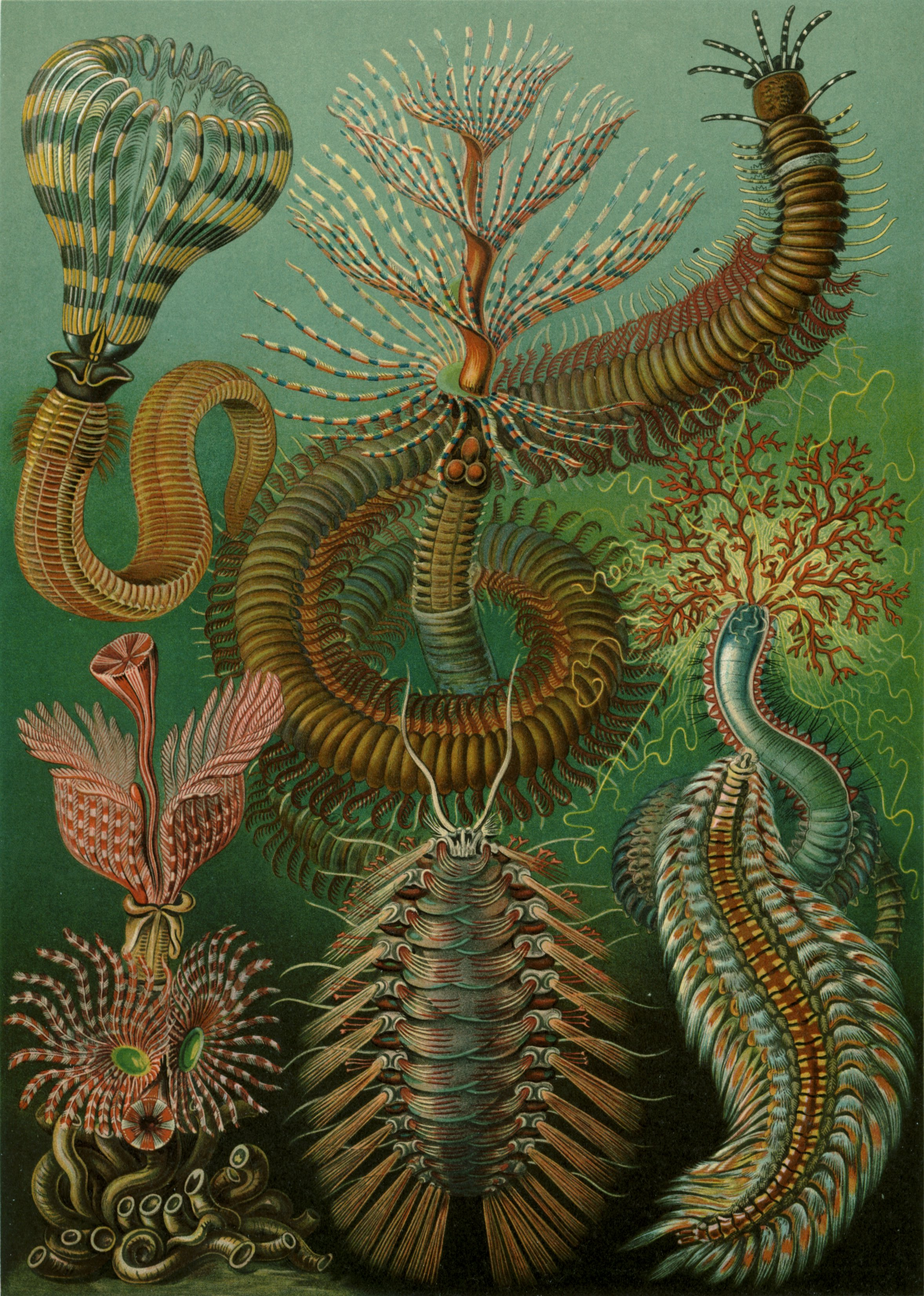
Planche de Haeckel, extraite des de Formes artistiques de la nature, 1904.

Les premières spéculations sur l'origine de la vie se sont faites des années 1840 à 1870. La période de 1870 à 1900 voit l'inauguration de plusieurs laboratoires de biologie marine tant en France, au Canada, en Belgique, en Suisse qu'à l'étranger. Des campagnes océanographiques de grandes ampleurs sont menées en parallèle. La découverte de nouvelles formes de vie marine stimule les recherches phylogénétiques mais aussi d'anatomie comparée et d'embryologie.
Les biologistes sont mis à contribution pour résoudre de nouveaux défis dont ceux de la protection des milieux et des ressources halieutiques face à la surpêche et ceux posés par la pollution, les impacts à long terme des immersions de déchets et de munitions, ou encore par l'étude de la complexité de la biodiversité marine, des très petits organismes (nano-plancton, picoplancton) et des écosystèmes chimiosynthétiques de l’océan profond (via par exemple le programme DEEP OASES démarré en 2006 en France, suivi par Daniel Desbruyères).

### Quelques grands noms liés à la biologie marine
- Jeanne Villepreux-Power (1794-1871), française ;
- Anton Dohrn (1840-1909), allemand ;
- Carl Chun (1852-1914), allemand ;
- Ernst Haeckel (1834-1919), allemand ;
- Johannes Peter Müller (1801-1858), allemand ;
- Victor Hensen (1835-1924), allemand ;
- Hans Hass (1919-2013), autrichien ;
- John Murray (1841-1914), Canadien ;
- Ramon Margalef (1919-2004), espagnol ;
- Henry Bryant Bigelow (1879-1967), Américain ;
- Rachel Carson (1907-1964), Américaine ;
- Sylvia Earle (1935-), Américaine ;
- Henri de Lacaze-Duthiers (1821-1901), français ;
- Jacques-Yves Cousteau (1910-1997), français ;
- Jean-Marie Pérès (1915-1998), français ;
- Charles Darwin (1809-1882, britannique ;
- William Elford Leach (1790-1836), britannique ;
- Charles Wyville Thomson (1830-1882), britannique ;
- Michael Sars (1809-1869), norvégien ;
- Georg Sars (1837-1927), norvégien ;
- Nicholas Miklouho-Maclay (1846-1888), russe ;
- Vadim Dimitrievich Vladykov (1898-1986), russe ;
- Adolf Appellöf (1857-1921), suédois ;
- Adolf Portmann (1897-1982), suisse ;

## Modélisations
Les biologistes manquent de moyens humains, techniques et financiers nécessaires qui seraient nécessaires pour inventorier et comprendre toutes les composantes de la vie marine, alors que les espèces régressent et que les écosystèmes marins se modifient ou se dégradent rapidement en raison de la pollution marine, de la surpêche, du réchauffement des océans, et localement du phénomène de vague de chaleur océanique. Or la biodiversité est un gage de résilience écologique, d’adaptation au changement climatique et elle nous est la ressource naturelle la plus vitale. Les biologistes et écologues se basent donc sur des modèles.
Dans la mer, le facteur le plus prédictif de présence/absence d’une espèce s'avère être la température de l’eau. Elle détermine aussi la capacité de l’eau à dissoudre et/ou retenir l’oxygène et de CO2, et elle est le paramètre aujourd’hui le mieux documenté à grande échelle. La modélisation des variations de température des eaux est donc cruciale, dont pour anticiper, dans la mesure du possible les effets du changement climatique et s'y adapter au mieux.
L’océan mondial a des zones de température et de courant variées, saisonnièrement changeantes, mais il est physiquement peu fragmenté. Les espèces peuvent donc — plus facilement que sur terre — s’y déplacer pour tenter de retrouver leur optimum de température (vers le nord en général dans l’hémisphère nord) quand la température moyenne de l’eau monte. Un simple réchauffement régional léger se traduit par une reconfiguration parfois importante des communautés d’espèces marines et ce, à une échelle qui dépasse celle de la région considérée.
En utilisant les données de traits de vie disponibles sur l’amplitude thermique de survie des espèces, et sur leur capacité à migrer ou à s’adapter à des modifications importantes de températures, le bioclimatologue français Grégory Beaugrand (directeur de recherche au Laboratoire d'Océanologie et de Géosciences (LOG) et chercheur CNRS/Palaiseau) et ses collègues d’instituts européens, américains et japonais ont donc créé une simulation de la Terre incluant un modèle mathématique de prédiction des espèces marines en fonction de la température, modèle utilisable pour toute partie de l’océan mondial). Ce modèle repose sur la théorie METAL. L’expérimentateur peut modifier la température dans la modélisation, de −1,8 °C (température à laquelle l’eau de mer commence à geler) jusqu'à 44 °C (température interdisant la survie des espèces évoluées). Dans le modèle, les espèces se regroupent alors là où la température de l’océan leur convient le mieux ; Les bioclimatologues peuvent simuler des changements de températures sur des périodes plus ou moins longues et observer ce qui – selon le modèle - se passe. Ils notent que certaines variations sont graduelles et d'autres rapides voire abruptes (« surprises climatiques »). Dans tous les cas, les remaniements de la composition des communautés en espèces sont bien plus rapides et bien plus importants que sur terre.
Les cartes et résultats de simulations peuvent être comparés avec des données réelles de l’histoire récente (1960 à 2015) et contemporaine de la biodiversité marine. Selon Grégory Beaugrand les prédictions du modèle : « étaient très fiables et expliquaient très correctement les changements à longs termes des communautés biologiques et les surprises climatiques » (par exemple pour la mer de Barents où les biologistes ont observé dans le réel qu’environ 60 % de la communauté biologique a changé en 10 ans ; de même pour le Pacifique Nord-Est, où les écologues détectent les prémices d’un bouleversement majeur depuis les années 2010 avec notamment un blanchiment des coraux à Hawaï (2014) et d’importantes altérations de populations migratrices (salmonidés). Le modèle ne peut rien prédire à long terme (prédiction bien trop complexe), mais comme les tendances réelles, il montre :
- une accélération des crises pour la biodiversité marine (sans doute en lien avec El Nino pour l'Arctique) ;
- une aggravation des conséquences écologiques, mais aussi socio-économiques car selon Grégory Beaugrand elles affectent aussi le « fonctionnement des écosystèmes et les services écosystémiques d'approvisionnement, comme la pêche et l'aquaculture, et des services de régulation, comme le cycle du carbone » ;
- qu’il existe des zones où la biodiversité est plus menacée ou vulnérable ;
- des changements brutaux et surprenants en antarctique (qui devraient se multiplier et grandir en intensité, mais qui ne peuvent être anticipées par la modélisation en se basant sur le seul critère de la température … ou seulement quelques mois avant l’effondrement ou le bouleversement d’espèces)[3].

Ce travail confirme que les effets du changement climatique sur la biodiversité seront les plus manifestes, rapides et importants aux latitudes moyennes, avec des glissements d’espèces vers le nord (dans l’hémisphère nord) mais qui ne compenseront pas l'extinction générale des espèces à l'échelle planétaire.

## Animaux marins

### Vertébrés

#### Mammifères

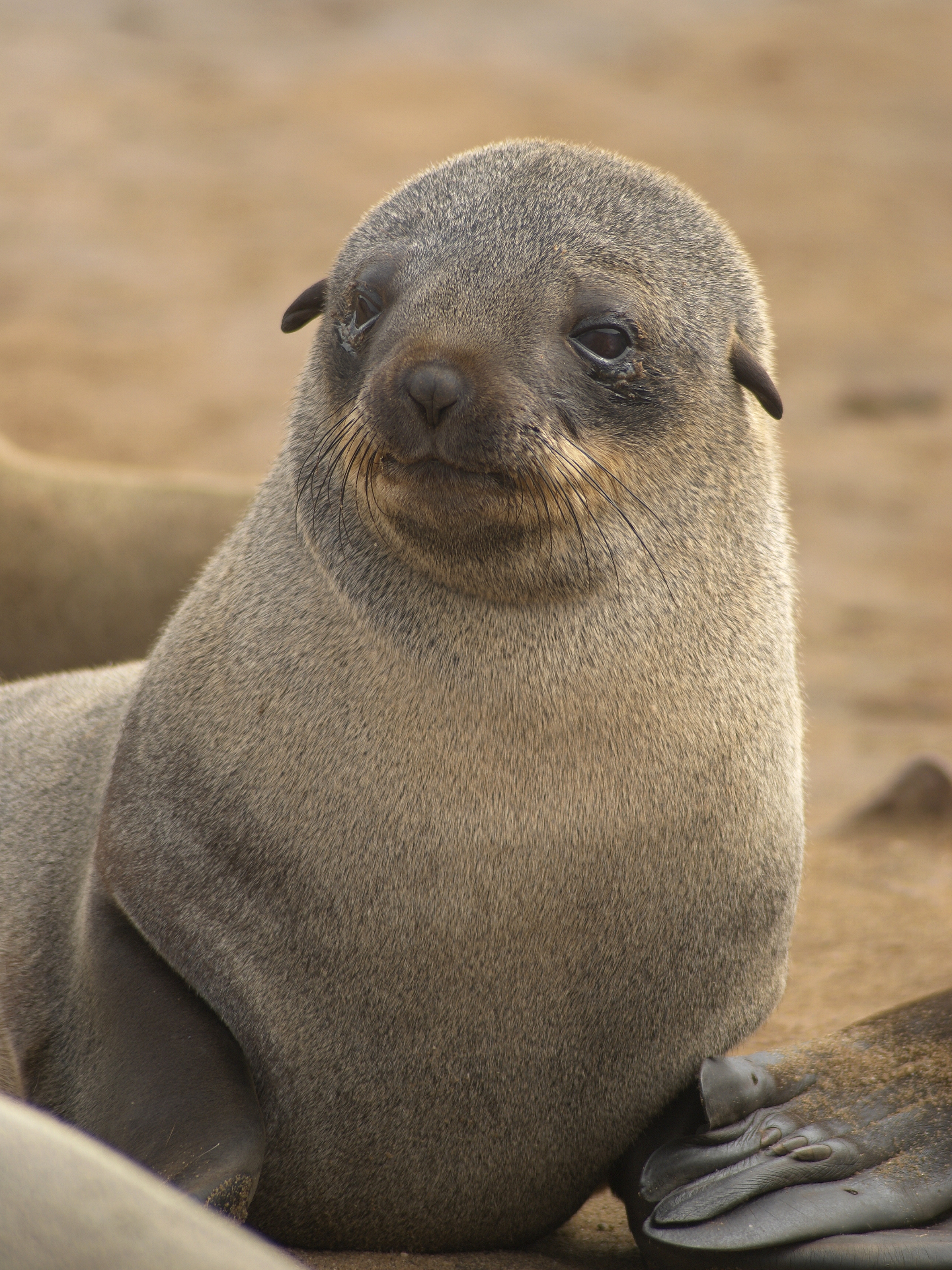
Otarie à fourrure d'Afrique du Sud à Cape Cross, Namibie.

Il y a cinq principaux types de mammifères marins.
- Les cétacés sont des baleines à dents (odontocètes), comme le cachalot, les dauphins et les marsouins. Les cétacés comprennent également des baleines à fanons (mysticètes), tels que la baleine grise, le rorqual à bosse et le rorqual bleu.
- Les siréniens comprennent les lamantins, le dugong, et la rhytine de Steller (éteinte).
- Les phoques (Famille Phocidae), les lions de mer (famille Otariidae - qui incluent également les Otarie à fourrure d'Afrique du Sud), et le morse (famille odobénidés) sont considérés tous les pinnipèdes.
- La loutre de mer est un membre de la famille des mustélidés, qui comprend les belettes et les blaireaux.
- L'ours polaire (famille des ursidés) peut être considéré comme un mammifère marin en raison de sa dépendance à l'égard de la mer (son nom scientifique est d'ailleurs « Ursus maritimus »).

#### Oiseaux

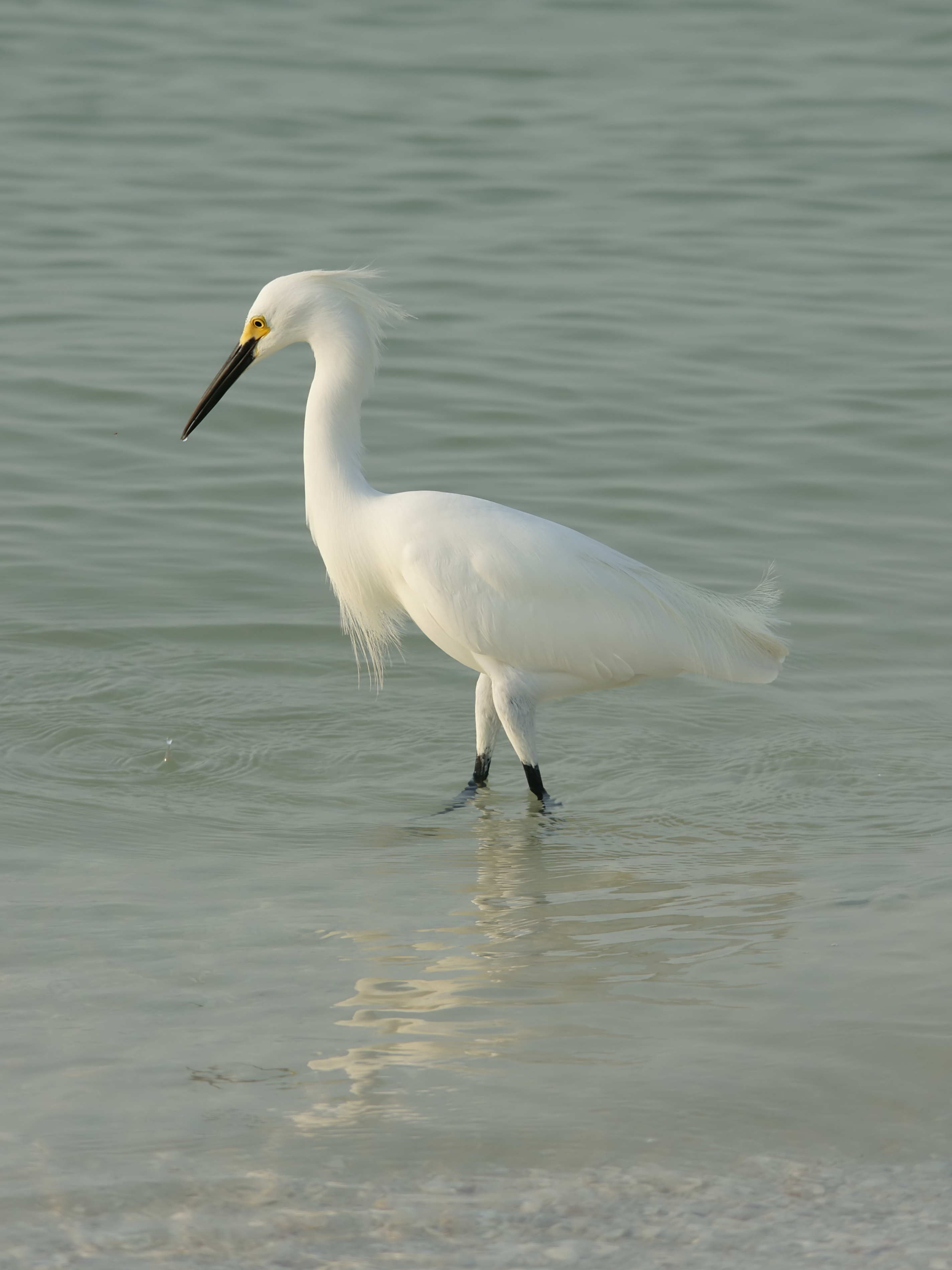
Aigrette neigeuse à Sanibel dans le comté de Lee, Floride.

Les oiseaux qui se sont adaptés à la vie dans le milieu marin sont souvent appelés les oiseaux de mer. Cet ensemble inclut entre autres les albatros, les pingouins, les fous de Bassan et les manchots. Bien qu'ils passent le plus clair de leur vie dans l'océan, certaines espèces comme les goélands peuvent souvent être trouvé des milliers de miles dans les terres.

#### Reptiles

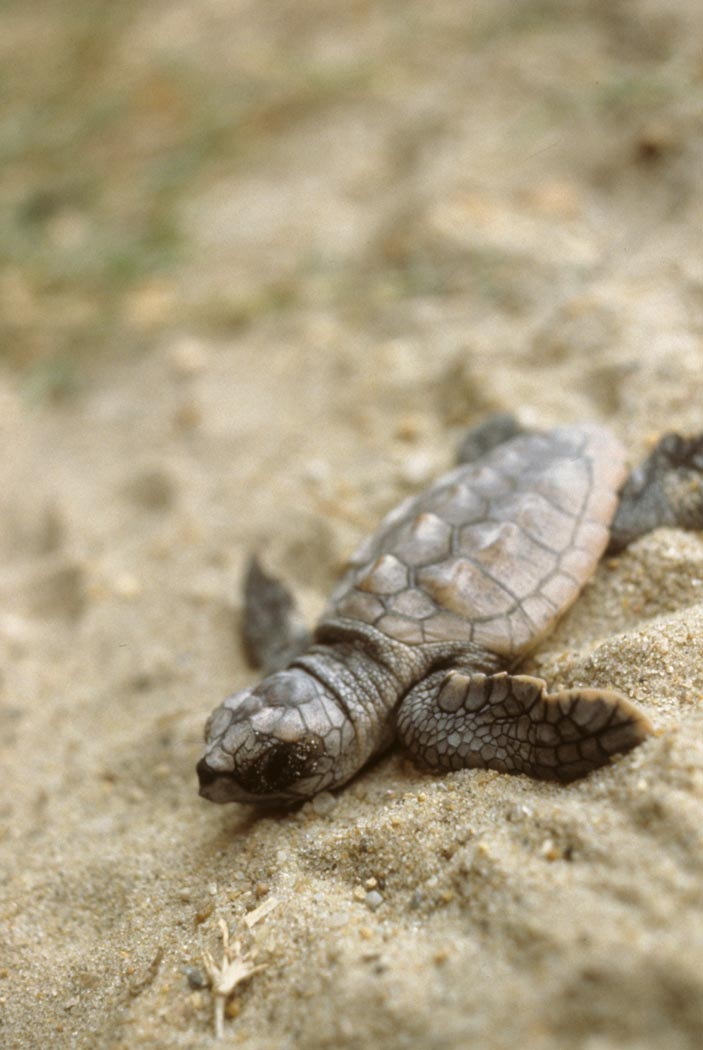
Bébé caouanne.

Les reptiles qui habitent ou fréquentent la mer comprennent les tortues de mer, les hydrophiinae(serpents marins), les tortues, l'iguane marin et le crocodile marin. La plupart des reptiles marins existants, à l'exception de certains serpents de mer, sont ovipares et ont besoin de retourner à la terre pour pondre leurs œufs. Ainsi, la plupart des espèces, à l'exception des tortues de mer, passent le plus clair de leur vie sur ou à proximité des terres plutôt que dans l'océan. En dépit de leurs adaptations marines, la plupart des serpents de mer préfèrent les eaux peu profondes à proximité des terres, autour des îles, en particulier les eaux qui sont un peu à l'abri, ainsi que les estuaires proches. Certains reptiles marins disparus, comme le ichtyosaure, avaient évolué pour devenir vivipare et n'avait pas l'obligation de retourner sur la terre ferme.

#### Poissons
L'anatomie des poissons est composé d'un cœur à deux chambres, d'une opercule, d'une vessie natatoire, d'écailles, de nageoires, de lèvres, d' yeux et de cellules sécrétrices. Les poissons respirent en extrayant l'oxygène de l'eau à travers leurs branchies. Les nageoires les propulsent et aident à stabiliser les poissons dans l'eau. Les espèces biens connues des humains comprennent : la sardines, l'anchois, la morue, le poisson-clown, le saumon, etc.

### Invertébrés

#### Échinodermes

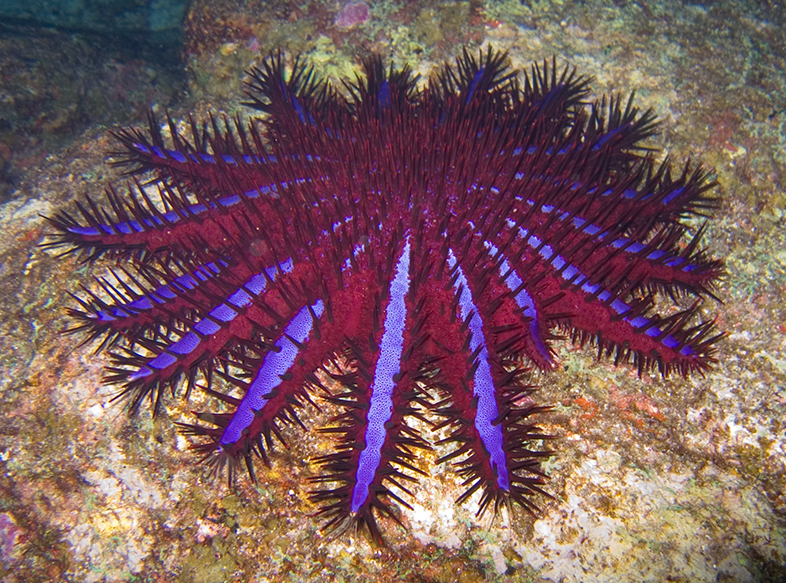
Acanthaster planci, une étoile de mer.

Les échinodermes constituent un groupe exclusivement marin, regroupant de très nombreuses espèces depuis au moins le Cambrien. On y compte notamment les étoiles de mer, les oursins, les concombres de mer (« holothuries »), les crinoïdes ou encore les ophiures. De nombreuses espèces sont extrêmement abondantes sur les fonds marins à toutes les gammes de profondeurs, et constituent ainsi des maillons essentiels des processus biologiques marins de notre planète.

#### «Crustacés»
Le terme vernaculaire « crustacé » désigne les arthropodes marins : en tant que tel il est donc paraphylétique, car il regroupe des animaux très différents en excluant les embranchements terrestres (comme les insectes) qui en font génétiquement partie. Les arthropodes constituent un des groupes les plus abondants de toute la biomasse marine, notamment à travers les petites crevettes planctoniques telles que le krill. Les dizaines de milliers (peut-être même millions) d'espèces d'arthropodes marins ont colonisé toutes les niches écologiques, aussi bien sur le fond qu'en pleine eau ou dans le sédiment, et se sont adaptés par une variété extraordinaire de forme et de tailles, certains crabes des profondeurs mesurant plusieurs mètres de diamètre.
Certains arthropodes marins ne sont cependant pas inclus dans le terme « Crustacés », comme les Chélicérates.

#### Cnidaires

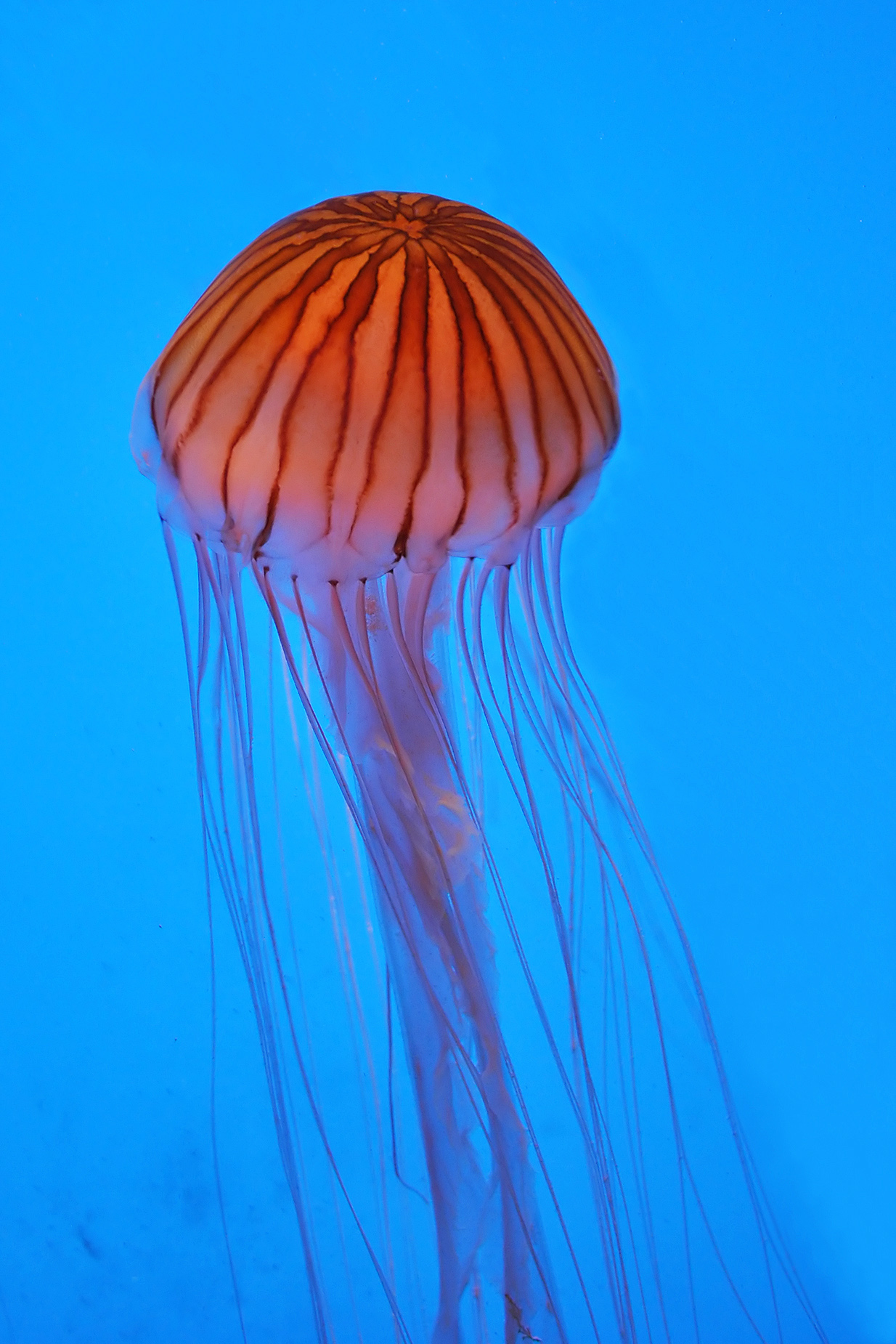
Chrysaora melanaster à l'aquarium national de Baltimore, États-Unis.

Les cnidaires constituent un groupe presque exclusivement marin (le genre Hydra excepté), regroupant de très nombreuses espèces d'animaux simplistes à symétrie radiaire. Il regroupe notamment les polypes (corail, anémone de mer) et les formes libres (méduses). Il y a plus de 10 000 espèces reconnues. Par le corail, le groupe est un maillon essentiel de certains écosystèmes extrêmement riches et fragiles.

#### Mollusques
Les mollusques constituent un embranchement majeur et ancien du règne animal, caractérisés par un corps mou et dans certains cas une coquille, qui peut comporter une ou deux valves, parfois plus.
Sur le continent, ils sont principalement représentés par les limaces et les escargots.
En milieu marin, ils sont représentés par huit classes : les solénogastres, les caudofovéates, les polyplacophores (ou chitons, 900 espèces connues vivant entre 0 et −3 000 m), les monoplacophores, les gastéropodes (dont les limaces de mer et les escargots de mer, ou « coquillages » : 103 000 espèces connues ayant une répartition mondiale), les céphalopodes (poulpes, calmars et seiches, répartis en 786 espèces connues, toutes marines et vivant dans toutes les mers sauf la mer Noire), les bivalves (« coquillages » à coquille double, 12 000 espèces vivant en eau douce et dans toutes les mers du monde), et les scaphopodes.

#### Autres invertébrés
Comme sur la terre, les invertébrés constituent une énorme partie de la vie marine. Les invertébrés marins comprennent les Cténophores ; les vers de mer incluant les Némertiens, les Annélides, les Sipuncula, les Echiura, les Chaetognatha, et les Phoronida ; les Porifera (éponges) ; les Bryozoaires…

## Animaux unicellulaires
De très nombreux protistes (animaux unicellulaires) habitent les eaux marines, et constituent une biomasse colossale. On y compte notamment des Rhizaria (foraminifères, radiolaires) et des Alveolata (Dinoflagellés, Ciliophores, Dinophytes...).

## «Champignons» marins
Plus de 1500 espèces de fungi (champignons au sens large, dont les levures) habitant les milieux marins sont connus. Ceux-ci parasitent des algues marines ou des animaux, ou sont saprobes sur les algues, les coraux, les kystes de protozoaires, les prairies sous-marines, le bois et autres substrats et peut également être trouvée dans la mousse de mer. Les spores de nombreuses espèces ont des appendices spéciaux qui facilitent l'attachement au substrat. Une gamme très variée de métabolites secondaires inhabituels est produite par des champignons marins.

## Perception de l'environnement marin par le public
La perception de l'environnement marin par le public évolue dans l'espace et dans le temps[réf. nécessaire].

### Perception par les Français
La perception des Français sur l'état des milieux marins et sur l'exploitation des ressources marines fait l'objet d'une enquête annuelle dont les résultats confirment en 2014 l’inquiétude des Français concernant la « santé des mers et des océans du globe ». La plupart des sondés de métropole et d'outre-mer pensent que la mer est en mauvaise santé, avec deux menaces mondiales principales (dégazages et marées noires).
Selon leur région, les sondés expriment des différences d'avis. La Méditerranée est perçue comme plus atteinte pour les Français de métropole et d’outre-mer. Une minorité non négligeable des Français (en métropole principalement) estime que « la France surexploite ses ressources marines, en ce qui concerne le tourisme, le transport maritime et la pêche. À l’inverse, la grande majorité des Français de métropole ainsi que d’outre-mer estiment que leurs autorités n’exploitent pas suffisamment les possibilités qu’offre le domaine maritime en matière d’énergies renouvelables et de biotechnologies ».